# 5-Chlor-1H-indol
5-Chlor-1H-indol ist eine chemische Verbindung und ein Derivat des 1H-Indols.

## Darstellung
5-Chlor-1H-indol wurde erstmals 1953 im Labor der Kalle & Co. AG hergestellt. Das dabei verwendete Edukt war 2-Amino-5-chlorbenzoesäure, welches in einer Reihe von Schritten umgesetzt werden musste: Der erste Schritt bestand aus der Behandlung des Edukts mit Methazonsäure in konzentrierter Salzsäure. Die Aminogruppe des Edukts greift hierbei nukleophil am Oxim-Kohlenstoff der Methazonsäure an. Darauf folgend eliminiert die Übergangsspezies ein Molekül Hydroxylaminhydrochlorid. Im zweiten Schritt erfolgt der durch Acetanhydrid in Gegenwart von Natriumacetat ausgelöste Ringschluss. Entscheidend ist in diesem Schritt eine intramolekulare nukleophile Substitution. Der dritte Schritt ist die Reduktion der Nitrogruppe zum Amin, was beispielsweise mit Raney-Nickel bewerkstelligt werden kann. Er bereitet den vierten Schritt, die Diazotierung vor. Im fünften Schritt findet eine Photoreaktion statt, bei der Stickstoff aus der Verbindung freigesetzt wird und sich der Heterocyclus um ein Glied verengt. Dies entspricht der Wolff-Umlagerung mit anschließender Tautomerisierung des Imins zum Enamin. Die entstandene Carbonsäure wird im letzten Schritt durch Erhitzen über den Schmelzpunkt zum 5-Chlor-1H-indol decarboxyliert.